# Hannoversche Abendpost
Die Hannoversche Abendpost war eine der FDP nahestehende Zeitung, die von 1947 bis 1949 in Hannover erschien.

## Geschichte
Die Erstausgabe erschien am 6. Februar 1947 und wurde im Anzeiger-Hochhaus gedruckt. Lizenzträger waren Henri Nannen sowie der Rechtsanwalt und Funktionär der FDP, Johannes Siemann. Nannen war bis Ende 1946 Lizenzträger der Hannoverschen Neuesten Nachrichten gewesen und nahm von dort den Redaktionsstab in die Hannoversche Abendpost mit.
Die Hannoversche Abendpost wurde am 3. März 1949 eingestellt.
Bisher ist nicht sicher belegt, dass sich auch Erich Madsack um die Lizenzträgerschaft bemüht hatte.